# Kébali
Kébali est une ville et une sous-préfecture de Guinée, rattachée à la préfecture de Dalaba et la région de Mamou. 

## Population
En 2016, la localité comptait 12 342 habitants.